# 1 Corintios 15

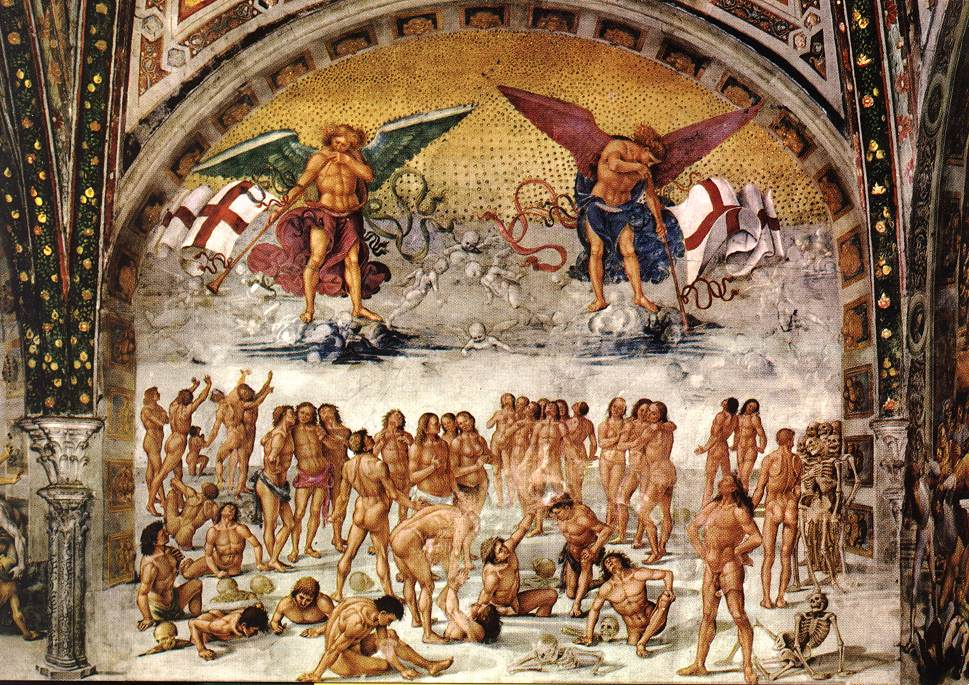
Resurrección de la Carne (c. 1500) de Luca Signorelli; basado en 1 Corintios 15:52: «se tocará la trompeta, y los muertos serán resucitados incorruptibles, y nosotros seremos transformados». Capilla de San Brizio, Duomo, Orvieto.

1 Corintios 15 es el decimoquinto capítulo de la Primera Epístola a los Corintios del apóstol Pablo. Los once primeros versículos son el primer registro de las apariciones del Jesús resucitado en el Nuevo Testamento.
El resto del capítulo subraya la primacía de la resurrección para el cristianismo. Las lecturas del texto se dan en los servicios del domingo de Pascua y los funerales, donde los dolientes tienen la garantía de la «expectativa segura y cierta de la resurrección a una vida mejor».

## La resurrección de Jesús (15:1-11)
La muerte, sepultura y resurrección de Cristo están documentadas en los libros de Mateo, Marcos, Lucas y Juan. El relato de las apariciones de la resurrección de Jesús en los versículos 3-7 parece ser una declaración de un credo pre-paulino temprano.
La antigüedad del credo ha sido localizada por la mayoría de los eruditos bíblicos a no más de cinco años después de la muerte de Jesús, probablemente procedente de la comunidad apostólica de Jerusalén.  Basándose en el análisis lingüístico, la versión recibida por Pablo parece haber incluido los versículos 3b-6a y 7. El credo es considerado históricamente fiable y está aceptado que preserva un testimonio único y verificable de la época.
En disidencia con la opinión mayoritaria, Robert M. Price y Hermann Detering, escribiendo en la revista Journal of Higher Criticism (editado por Price) argumentaron que 1 Corintios 15:3-7 no era un credo cristiano primitivo escrito dentro de los cinco años de la muerte de Jesús. Negaron que Pablo escribiera los versos, y creyeron que eran una interpolación posiblemente datada tan lejos como el comienzo del siglo II. Price escribe que «El par de palabras en el versículo 3a, ‹recibir/entregar› (paralambanein/paradidonai) es, como a menudo se ha señalado, el lenguaje técnico para la transmisión de la tradición rabínica». De acuerdo con Price, este (supuestamente interpolado) texto contradice el relato de la conversión de Pablo descrito en Gálatas 1:13-24 que niega explícitamente que Pablo haya enseñado el evangelio de Cristo por algún hombre, sino más bien por Jesús mismo. Sin embargo, muchos comentaristas tienen la opinión de que Pablo «recibió» esto de Jesús. Apuntan a 1 Corintios 11:23 como evidencia de esta idea: «Porque yo recibí del Señor lo que también os he enseñado: Que el Señor Jesús, la noche que fue entregado, tomó pan [...]». Las palabras griegas para «recibir/entregar» son las mismas aquí que en 1 Corintios 15:3.
Pero en contra de estos estudiosos, Geza Vermes defiende la opinión mayoritaria en la resurrección. Vermes dice que las palabras de Pablo son «una tradición que ha heredado de sus mayores en la fe en relación con la muerte, sepultura y resurrección de Jesús». De acuerdo a la epístola de Pablo a los Gálatas, él previamente se había reunido dos de las personas mencionadas en estos versículos como testigos de la resurrección: Jacobo el Justo y Cefas/Pedro:
Después, pasados tres años, subí a Jerusalén para ver a Pedro, y permanecí con él quince días; pero no vi a ningún otro de los apóstoles, sino a Jacobo el hermano del Señor. En esto que os escribo, he aquí delante de Dios que no miento.
—Gálatas 1:18-20
Por otra parte, incluso los estudiosos escépticos coinciden en que el credo de 1 Corintios 15 no es una interpolación, sino era un credo formulado y enseñó en una fecha muy temprana después de la muerte de Jesús. Gerd Lüdemann, un estudioso escéptico, sostiene que «los elementos de la tradición deben ser fechados en los dos primeros años después de la crucifixión de Jesús [...] a más tardar tres años [...]». Michael Goulder, otro estudioso escéptico, afirma que «se remonta al menos a lo que Pablo enseñó cuando se convirtió, un par de años después de la crucifixión».

## La resurrección de los muertos (15:12-58)

### Jesús y los creyentes (15:12-19)
En los versículos 12-19, Pablo, en respuesta a algunos que expresaban dudas en la congregación de Corinto, a la que está dirigida la carta, aduce la importancia fundamental de la resurrección como una doctrina cristiana. A través de estos versículos, Pablo está haciendo hincapié en la importancia de la resurrección de Jesucristo y su relevancia como el corazón del cristianismo. Pablo reprende a la Iglesia de Corinto diciendo que si Jesús no resucitó después de la crucifixión, entonces no tiene sentido la fe del cristianismo (1 Corintios 15:12-19).

### El postrer enemigo (15:20-28)
En los versículos 20-28, Pablo afirma que Cristo volverá en poder y pondrá a sus «enemigos debajo de sus pies» (1 Corintios 15:25) e incluso la muerte, «el postrer enemigo», será destruida (1 Corintios 15:26).

### Bautismo por los muertos (15:29)
En el versículo 29 Pablo cita la práctica del bautismo por los muertos como testimonio para la doctrina de la resurrección. Este principio de la obra vicaria por los muertos es una obra importante de la Iglesia de Jesucristo de los Santos de los Últimos Días en la dispensación del cumplimiento de los tiempos.
De otro modo, ¿qué harán los que se bautizan por los muertos, si en ninguna manera los muertos resucitan? ¿Por qué, pues, se bautizan por los muertos?
—1 Corintios 15:29

### No erréis (15:33-34)
El versículo 33 tiene una cita de la literatura griega clásica. Según el historiador de la iglesia Sócrates de Constantinopla, procede de una tragedia griega de Eurípides, pero la erudición moderna, siguiendo a Jerónimo, la atribuye a la comedia Thaĩs de Menandro, o Menandro citando a Eurípides. Podría no haber sido una cita directa de Pablo: «Este dicho fue ampliamente conocido como una familiar cita familiar».
No erréis; las malas conversaciones corrompen las buenas costumbres. Velad debidamente, y no pequéis; porque algunos no conocen a Dios; para vergüenza vuestra lo digo.
—1 Corintios 15:33

### La resurrección de la carne (15:35-58)
El capítulo concluye con un registro de la naturaleza de la resurrección. En el juicio final se elevará a los muertos y tanto los vivos como los muertos serán transformados a un «cuerpo espiritual» (15:44).
He aquí, os digo un misterio: No todos dormiremos; pero todos seremos transformados, en un momento, en un abrir y cerrar de ojos, a la final trompeta; porque se tocará la trompeta, y los muertos serán resucitados incorruptibles, y nosotros seremos transformados. Porque es necesario que esto corruptible se vista de incorrupción, y esto mortal se vista de inmortalidad.
—1 Corintios 15:51-53
A través del poder de Cristo, «Sorbida es la muerte en victoria». Haciendo referencia a un verso de Oseas, Pablo pregunta: «¿Dónde está, oh muerte, tu aguijón? ¿Dónde, oh sepulcro, tu victoria?», igualando el pecado con la muerte y la ley judaica, que ahora ha sido conquistada y sustituida por la victoria de Cristo (1 Corintios 15:54-55).